# Universidad de Huánuco
La Universidad de Huánuco es una universidad privada ubicada en la ciudad de Huánuco, Perú. Fue fundada en 1984, inicialmente con el nombre de «Universidad Privada Víctor Andrés Belaúnde», cambiando su denominación cinco años más tarde como «Universidad Privada de Huánuco». El 6 de junio de 2019, la Superintendencia Nacional de Educación Superior Universitaria (Sunedu) otorgó a esta casa de estudios el licenciamiento institucional.

## Historia
La universidad se fundó en junio de 1984 como «Universidad Privada Víctor Andrés Belaúnde» en honor al político, escritor, diplomático y educador peruano homónimo. El 19 de junio de 1989 cambió su nombre a «Universidad Privada de Huánuco» mediante Ley N.º 26886, derogándose la anterior ley de creación.
El 6 de junio de 2019, la Superintendencia Nacional de Educación Superior Universitaria (Sunedu) otorgó el licenciamiento a esta universidad tras corroborar el cumplimiento de las condiciones básicas de calidad exigidas. Dicha autorización tiene validez de seis años.

## Campus
La Universidad de Huánuco tiene su sede central en el Jr. Hermilio Valdizán 871, a dos cuadras de la plaza de armas de Huánuco. Su ciudad universitaria se ubica en la Carretera Central km 2,6.

## Áreas académicas

### Pregrado
| Facultad                               | Programas académicos |
| -------------------------------------- | --- |
| Derecho y Ciencias Políticas           | - Derecho y Ciencias Políticas                                                                                                   |
| Ciencias de la Salud                   | - Obstetricia - Enfermería - Odontología - Psicología                                                                            |
| Ingeniería                             | - Ingeniería de Sistemas e Informática - Ingeniería Civil - Arquitectura - Ingeniería Ambiental                                  |
| Ciencias de la Educación y Humanidades | - Educación Básica - Inicial y primaria                                                                                          |
| Ciencias Empresariales                 | - Administración de Empresas - Contabilidad y Finanzas - Turismo, Hotelería y Gastronomía - Marketing y Negocios Internacionales |

### Posgrado

#### Maestrías
| Facultad                             | Programas académicos |
| ------------------------------------ | --- |
| Derecho y Ciencias Políticas         | - Derecho y Ciencias Políticas, con mención en Derecho del Trabajo y Seguridad Social - Derecho y Ciencias Políticas, con mención en Derecho Civil y Comercial - Derecho y Ciencias Políticas, con mención en Derecho Penal - Derecho y Ciencias Políticas, con mención en Derecho Procesal |
| Ciencias de la Salud                 | - Ciencias de la Salud, con mención en Salud Pública y Docencia Universitaria - Ciencias de la Salud, con mención en Gerencia en Servicios de Salud - Ciencias de la Salud, con mención en Odontoestomatología                                                                              |
| Ingeniería de Sistemas e Informática | - Ingeniería de Sistemas e Informática, con mención en Gerencia de Sistemas y Tecnologías de Información |
| Ingeniería                           | - Ingeniería, con mención en Gestión Ambiental y Desarrollo Sostenible |
| Ciencias de la Educación             | - Ciencias de la Educación, con mención en Docencia en Educación Superior e Investigación - Ciencias de la Educación, con mención en Psicología Educativa - Ciencias de la Educación, con mención en Docencia y Gerencia Educativa                                                          |
| Ciencias Administrativas             | - Ciencias Administrativas, con mención en Gestión Pública |
| Ciencias Contables                   | - Ciencias Contables, con mención en Auditoría y Tributación |

#### Doctorados
| Facultad                     | Programas académicos       |
| ---------------------------- | -------------------------- |
| Derecho y Ciencias Políticas | - Derecho                  |
| Ciencias de la Salud         | - Ciencias de la Salud     |
| Ciencias de la Educación     | - Ciencias de la Educación |

## Rankings académicos
En los últimos años se ha generalizado el uso de rankings universitarios internacionales para evaluar el desempeño de las universidades a nivel nacional y mundial; siendo estos rankings clasificaciones académicas que ubican a las instituciones de acuerdo a una metodología científica de tipo bibliométrica que incluye criterios objetivos medibles y reproducibles, tomando en cuenta por ejemplo: la reputación académica, la reputación de empleabilidad para los egresantes, la citas de investigación a sus repositorios y su impacto en la web. Del total de 92 universidades licenciadas en el Perú, la Universidad de Huánuco se ha ubicado regularmente dentro del tercio inferior a nivel nacional en determinados rankings universitarios internacionales.